# Лобиани
Лобиа́ни (груз. ლობიანი) — традиционные грузинские пироги с начинкой из варёной фасоли. Вариантом этого пирога является рачули лобиани (რაჭული ლობიანი — «рачинские лобиани»), в котором помимо фасоли имеется и бекон.

## Этимология
Само слово «лобиани» происходит от грузинского ლობიო лобио, что означает фасоль. Фасоль является основным ингредиентом для приготовления лобиани.

## Приготовление
Тесто для лобиани готовится на основе мацони, за неимением которого используют кефир. Другие ингредиенты — дрожжи, масло (растительное или сливочное), мука, вода, соль. Фасоль для начинки отваривают, либо используют консервированную. В состав начинки также входит обжаренный лук, томат или аджика, зелень, специи.